# Scopula erinaria
Scopula erinaria là một loài bướm đêm trong họ Geometridae.